# Parachironomus digitalis
Parachironomus digitalis är en tvåvingeart som först beskrevs av Edwards 1929.  Parachironomus digitalis ingår i släktet Parachironomus och familjen fjädermyggor. Arten är reproducerande i Sverige. Inga underarter finns listade i Catalogue of Life.